# Paul Murray (footballeur)
Ne doit pas être confondu avec Paul Murray Kendall.
Pour les articles homonymes, voir Murray.
Paul Murray est un footballeur puis entraîneur anglais, né le 31 août 1976 à Carlisle, Angleterre. Évoluant au poste de milieu de terrain, il est principalement connu pour ses saisons à Carlisle United, QPR, Oldham Athletic, SC Beira-Mar, Gretna, Shrewsbury Town et Hartlepool United ainsi que pour avoir été sélectionné en Angleterre espoirs et en Angleterre B.

## Biographie

### Carrière de joueur
Natif de Carlisle, il commence sa carrière dans le club local et joue son premier match de Football League le 27 décembre 1993, en entrant en jeu face à Darlington. En mai 1996, il rejoint QPR, qui le transférèrent définitivement pour 300 000£.
Il joue 139 matches de championnat en cinq saisons sous le maillot des Hoops, pendant lesquelles il reçoit quatre sélections en Angleterre espoirs et une en Angleterre B, en 1998. 
Il quitte Loftus Road pour rejoindre Southampton en Premier League en juillet 2001, mais n'arrive pas à s'y imposer. À peine six mois plus tard et après juste un match sous le maillot des Saints, il rejoint Oldham Athletic où il restera trois saisons et demi.
Il rejoint ensuite le Portugal avec le club de SC Beira-Mar avant de revenir de nouveau à Carlisle United, promu en League One, où il restera jusqu'en mai 2007. Il rejoint en juin 2007 pour un contrat d'un an le club écossais de Gretna qui vient d'être promu en Scottish Premier League.
Il retourne alors en Angleterre en s'engageant en mai 2008 avec Shrewsbury Town qui évolue en League Two où il retrouve Stephen Hindmarch (en), son ancien partenaire de Carlisle United. Il y reste deux ans avant d'être libéré de son contrat le 14 mai 2010. 
Il rejoint Hartlepool United en essai pendant l'été 2010 qui se concrétise par un contrat de courte durée signé en août 2010. Après des débuts concluants, son contrat est prolongé et il est même élu Joueur de l'année par les supporteurs pour la saison 2011-2012. Son contrat a été rompu par Hartlepool United au milieu de la saison 2012-2013 et retourne alors à Oldham Athletic, neuf ans après y avoir déjà joué, signant un contrat courant jusqu'à la fin de la saison.

### Carrière internationale
En 1997, alors qu'il joue pour QPR, il reçoit quatre sélections en Angleterre espoirs complétées, l'année suivante, par une sélection en Angleterre B contre le Chili.

### Carrière d'entraîneur
Il passe ses diplômes d'entraîneur, au sein d'une promotion qui contient aussi Phil Neville. Il commence à entraîner en prenant en main l'équipe d'Hartlepool United, à la suite de Colin Cooper, le 23 octobre 2014 avec Willie Donachie comme assistant.
Il est renvoyé le 5 décembre 2014, juste six semaines après sa nomination, à la suite d'une défaite contre Blyth Spartans Athletic. Il est remplacé par Ronnie Moore. Ses statistiques à la tête des Monkey Hangers sont d'une victoire, un match nul et cinq défaites.
Pendant l'été 2015, il est nommé entraîneur-adjoint de Barrow mais quitte le club après seulement sept matches à sa tête.